# アルティハス駅

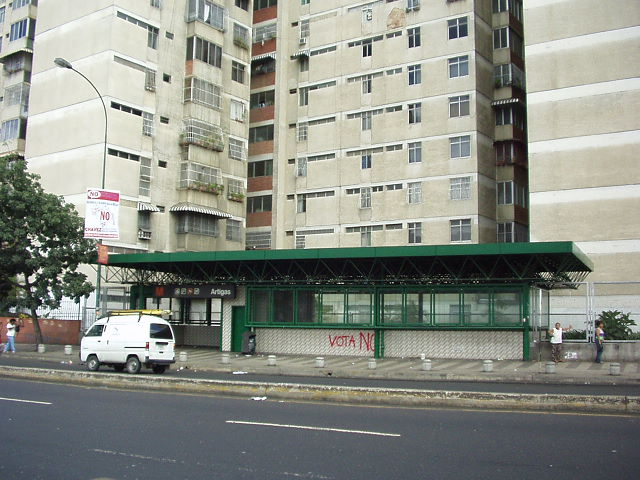
駅の出口（2004年8月）

アルティハス駅（アルティハスえき、Estación Artigas）は、ベネズエラのカラカスにあるカラカス地下鉄2号線の地下鉄駅である。首都地区リベルタドル市のサンフアン区とエルパライソ区の境界にある。

## 駅の構造
地下1階に改札と切符売り場、地下2階に島式1面2線のホームがある。サンマルティン通りにの下に位置し、出口はこの通りにそって3か所ある。

## 駅の周辺
駅前に高層ビルがいくつかあるが、その他は中層の建物が多い。北西の山には人民居住区（バリオ）が広がる。

## 歴史
- 1988年 2号線の延長によって開業。[1]

## 隣の駅
マテルニダー駅 - アルティハス駅 - ラパス駅